# ヤンネ・ウィルマン
ヤンネ・"ウォーマン"・ウィルマン (Janne "Warman" Wirman、本名:ヤンネ・ヴィルヤミ・ウィルマン (Janne Viljami Wirman)、1979年4月26日 - )は、フィンランドのヘヴィメタルミュージシャン (キーボーディスト)。メロディックデスメタルバンド、チルドレン・オブ・ボドム、及びサイドプロジェクト、ウォーメン（WARMEN）のキーボーディストとして著名。

## 略歴

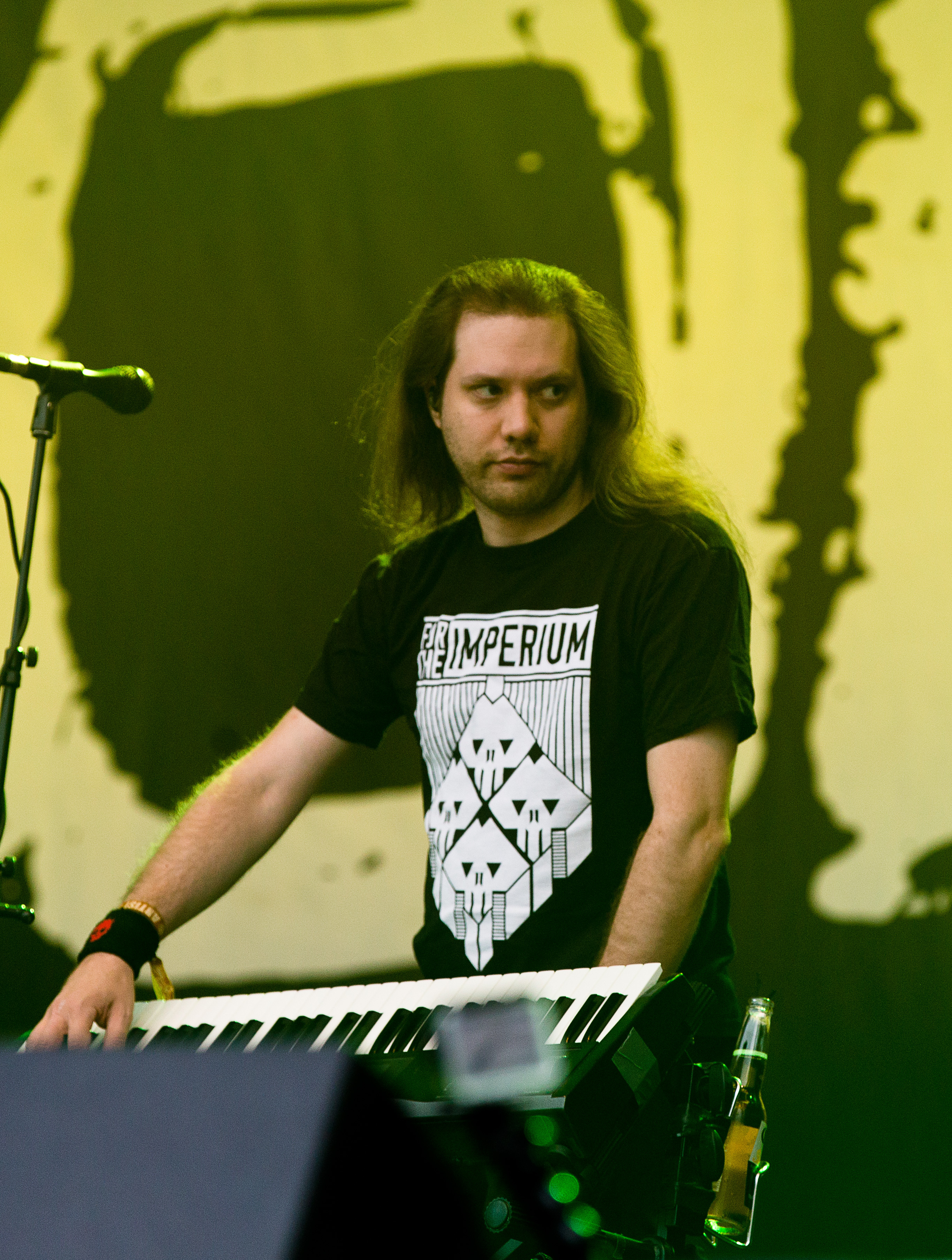
チルドレン・オブ・ボドム - ドイツ公演 (2016年)

1979年にエスポーで生まれ、5歳からピアノを始める。最初は、クラシック音楽の演奏ばかりで少し嫌になったため、レッスンをやめ父親にピアノを教わっていた。その後、10歳からジャズとポップ・ミュージックの学校に通うようになり、6年間学んだ。その後は、主にジャズの演奏を行っていた。1997年に、学友のヤスカ・ラーチカイネンに誘われてチルドレン・オブ・ボドムに加入。加入までは、前述のジャズの演奏が主で、ヘヴィメタルに触れることはほとんどなかったという。当初は1stアルバム『Something Wild』のレコーディング時のみの参加であったが最初のセッションの成功もあって、すぐに正式メンバーとなる。チルドレン・オブ・ボドムの中心メンバーのアレキシ・ライホは、最初のセッション時のこと振り返って、「Lake Bodom」(『Something Wild』収録)が素晴らしかったと述べている。また、この時ヤンネがソロを即興演奏で弾いたところ、チルドレン・オブ・ボドムのメンバーはかなり驚いたとも語っている。以降、チルドレン・オブ・ボドムのキーボーディストとして活動を続けていた。
2019年12月15日のヘルシンキでのライブを最後にヘンカ・ブラックスミス、ヤスカ・ラーチカイネンと共にバンドを脱退した。脱退する3名は、第一線を退き、生活の方向性を変えるとのことである。
2000年には、サイドプロジェクトとしてネオクラシカルメタルバンド、ウォーメンを結成。4枚のアルバムをリリースしている。
2001年にはドイツのパワーメタルバンド、マスタープランに参加。1stアルバム『Masterplan』に参加した。当初は、ストラトヴァリウスのイェンス・ヨハンソンに参加の依頼が出されたが、イェンスが多忙のためヤンネが代わりに参加した。1stアルバムレコーディング後、バンド側はヤンネに正式加入を要請したがチルドレン・オブ・ボドムで活動を続けるために正式加入はしなかった。マスタープランには、アクセル・マッケンロットがキーボーディストとして加入している。
また、2002年からはストラトヴァリウスのティモ・コティペルトのソロプロジェクトであるコティペルトにも参加している。
実弟に、ギタリストのアンティ・ウィルマンがいる。アンティは、ヤンネと共にウォーメンで活動している。また、フィンランドのデスラッシュバンド、ザ・スコージャーでも活動していた。
尊敬するミュージシャンにストラトヴァリウスのイェンス・ヨハンソンを挙げており、親交もある。

## ディスコグラフィー

### チルドレン・オブ・ボドム
アルバム
- 1997年　Something Wild
- 1999年　Hatebreeder
- 2000年　Follow The Reaper
- 2003年　Hate Crew Deathroll
- 2005年　Are You Dead Yet?
- 2008年　Blooddrunk
- 2011年　Relentless, Reckless Forever
- 2013年　Halo of Blood

EP
- 2004年　Trashed, Lost & Strungout

ライブ・アルバム
- 1999年　Tokyo Warhearts - Live In Japan 1999
- 2006年　Chaos Ridden Years

ベスト・アルバム
- 2003年　Bestbreeder From 1997 To 2000 (日本国内のみ)
- 2012年　Holiday at Lake Bodom: 15 Years of Wasted Youth

コンピレーション
- 2009年　Skeletons In The Closet

映像作品
- 2006年　Chaos Ridden Years - Stockholm Knockout Live

### ウォーメン
アルバム
- 2000年 Unknown Soldier
- 2002年 Beyond Abilities
- 2005年 Accept the Fact
- 2009年 Japanese Hospitality

シングル
- 2001年 Alone
- 2005年 Somebody's Watching Me
- 2005年 They All Blame Me

### コティペルト
アルバム
- 2004年 Coldness
- 2007年 Serenity

シングル
- 2002年 Beginning
- 2004年 Reasons
- 2004年 Take Me Away
- 2006年 Sleep Well

### マスタープラン
アルバム
- 2003年 Masterplan

EP
- 2002年 Enlighten Me